# Clubiona guianensis
Clubiona guianensis là một loài nhện trong họ Clubionidae.
Loài này thuộc chi Clubiona. Clubiona guianensis được Lodovico di Caporiacco miêu tả năm 1947.